# Règle de Cramer
Pour les articles homonymes, voir Cramer.
La règle de Cramer (ou méthode de Cramer) est un théorème en algèbre linéaire qui donne la solution d'un système de Cramer, c'est-à-dire un système d'équations linéaires avec autant d'équations que d'inconnues et dont le déterminant de la matrice de coefficients est non nul, sous forme de quotients de déterminants.
En calcul, la méthode est moins efficace que la méthode de résolution de Gauss pour des grands systèmes (à partir de quatre équations) dont les coefficients dans le premier membre sont explicitement donnés. Cependant, elle est d'importance théorique, car elle donne une expression explicite pour la solution du système, et elle s'applique dans des systèmes où par exemple les coefficients du premier membre dépendent de paramètres, ce qui peut rendre la méthode de Gauss inapplicable.
Elle est nommée d'après le mathématicien genevois Gabriel Cramer (1704-1752).

## Description
Le système de n équations à n inconnues, de forme générale :
{\displaystyle \left\{{\begin{matrix}a_{1,1}x_{1}+a_{1,2}x_{2}+...+a_{1,n}x_{n}=\lambda _{1}\\a_{2,1}x_{1}+a_{2,2}x_{2}+...+a_{2,n}x_{n}=\lambda _{2}\\\vdots \\a_{n,1}x_{1}+a_{n,2}x_{2}+...+a_{n,n}x_{n}=\lambda _{n}\end{matrix}}\right.}
est représenté sous la forme d'un produit matriciel :
{\displaystyle {\begin{pmatrix}a_{1,1}&a_{1,2}&\cdots &a_{1,n}\\a_{2,1}&a_{2,2}&\cdots &a_{2,n}\\\vdots &\vdots &\ddots &\vdots \\a_{n,1}&a_{n,2}&\cdots &a_{n,n}\\\end{pmatrix}}\times {\begin{pmatrix}x_{1}\\x_{2}\\\vdots \\x_{n}\\\end{pmatrix}}={\begin{pmatrix}\lambda _{1}\\\lambda _{2}\\\vdots \\\lambda _{n}\\\end{pmatrix}}\Leftrightarrow A\cdot X=\Lambda }
où la matrice {\displaystyle A}, carrée, contient les coefficients des inconnues, le vecteur colonne {\displaystyle X} contient ces inconnues et le vecteur colonne {\displaystyle \Lambda } contient les membres de droite des équations du système ; les coefficients et les inconnues font partie d'un même corps commutatif.
Le théorème affirme alors que le système admet une unique solution si et seulement si sa matrice {\displaystyle A} est inversible (déterminant non nul), et cette solution est alors donnée par :
{\displaystyle x_{k}={\det(A_{k}) \over \det(A)}}
où {\displaystyle A_{k}} est la matrice carrée formée en remplaçant la k-ième colonne de {\displaystyle A} par le vecteur colonne {\displaystyle \Lambda }.
{\displaystyle A_{k}=(a_{k|i,j}){\mbox{ avec }}a_{k|i,j}=\left\{{\begin{matrix}a_{i,j}&{\mbox{si }}j\neq k\\\lambda _{i}&{\mbox{si }}j=k\end{matrix}}\right.}
Un système carré (i.e. avec autant d'équations que d'inconnues) est dit de Cramer si le déterminant de sa matrice est non nul.
Lorsque le système (toujours carré) n'est pas de Cramer (i.e. lorsque le déterminant de A est nul) :
- si le déterminant d'une des matrices {\displaystyle A_{k}} est non nul, alors le système n'a pas de solution ;
- la réciproque est fausse : il peut arriver que le système n'ait pas de solution bien que les déterminants {\displaystyle \det(A_{k})} soient tous nuls. Un exemple en est donné par :

{\displaystyle \left\{{\begin{matrix}x+y+z=1\\x+y+z=2\\x+y+z=3\end{matrix}}\right.}
Pour plus de précisions, voir Théorème de Rouché-Fontené.
Le nombre d'opérations à effectuer pour résoudre un système linéaire à l'aide de la règle de Cramer dépend de la méthode utilisée pour calculer le déterminant. Une méthode efficace pour les calculs de déterminant est l'élimination de Gauss-Jordan (complexité polynomiale). Cependant, la règle de Cramer demandera d'avoir recours à un nombre de calculs de déterminants égal à la taille du système, une élimination de Gauss-Jordan appliquée directement au système résout donc le problème plus efficacement.

## Démonstrations
Si A est inversible, calculons la solution X (dont on sait qu'elle existe et est unique).
Méthode directe
Notons C1, … , Cn les colonnes de A. L'égalité AX = Λ se réécrit{\displaystyle \Lambda =x_{1}C_{1}+\ldots +x_{n}C_{n}.}Par linéarité du déterminant suivant la k-ième colonne, on en déduit{\displaystyle \det(A_{k})=x_{1}\det(B_{k,1})+\cdots +x_{n}\det(B_{k,n})}où Bk,j désigne la matrice A dans laquelle la k-ième colonne est remplacée par Cj. Or pour tout j ≠ k, la matrice Bk,j a deux colonnes égales donc son déterminant est nul. Il reste alors{\displaystyle \det(A_{k})=x_{k}\det(B_{k,k})=x_{k}\det(A),}d'où le résultat, en divisant par det(A) qui par hypothèse est non nul.
Méthode utilisant la formule de Laplace,
La matrice inverse A−1 est donnée par la formule de Laplace{\displaystyle A^{-1}={\frac {1}{\det A}}\,{}^{t}{{\rm {com}}A}}où {\displaystyle {}^{t}{{\rm {com}}A}} est la transposée de la comatrice de A. Exprimons chacune des coordonnées de l'unique solution X = A−1Λ, pour k variant de 1 à n :{\displaystyle x_{k}={\frac {\sum _{j=1}^{n}\lambda _{j}{\rm {Cof}}_{j,k}}{\det(A)}}.}À nouveau d'après la formule de Laplace, la somme au numérateur est le développement de {\displaystyle \det(A_{k})} par rapport à sa k-ième colonne donc{\displaystyle x_{k}={\det(A_{k}) \over \det(A)}.}
Remarque
La formule Cramer permet, inversement, de démontrer celle de Laplace.[réf. souhaitée]

## Exemples

### Système d'ordre 2
Si {\displaystyle ad-bc\neq 0}, le système
{\displaystyle \left\{{\begin{matrix}ax+by=e\\cx+dy=f\end{matrix}}\right.}
a pour unique solution :
{\displaystyle x={{\begin{vmatrix}e&b\\f&d\end{vmatrix}} \over {\begin{vmatrix}a&b\\c&d\end{vmatrix}}}={ed-bf \over ad-bc},\quad y={{\begin{vmatrix}a&e\\c&f\end{vmatrix}} \over {\begin{vmatrix}a&b\\c&d\end{vmatrix}}}={af-ec \over ad-bc}.}
Exemple numérique :
{\displaystyle \left.{\begin{matrix}4x+2y=24\\2x+3y=16\end{matrix}}\right\}\Leftrightarrow \left\{{\begin{matrix}x={24\cdot 3-16\cdot 2 \over 8}={40 \over 8}=5\\y={4\cdot 16-2\cdot 24 \over 8}={16 \over 8}=2\end{matrix}}\right.}

### Système d'ordre 3
{\displaystyle \left\{{\begin{matrix}a_{1}x_{1}+b_{1}x_{2}+c_{1}x_{3}=d_{1}\\a_{2}x_{1}+b_{2}x_{2}+c_{2}x_{3}=d_{2}\\a_{3}x_{1}+b_{3}x_{2}+c_{3}x_{3}=d_{3}\end{matrix}}\right.}
Posons :
{\displaystyle A={\begin{pmatrix}a_{1}&b_{1}&c_{1}\\a_{2}&b_{2}&c_{2}\\a_{3}&b_{3}&c_{3}\end{pmatrix}},\quad X={\begin{pmatrix}x_{1}\\x_{2}\\x_{3}\end{pmatrix}}\quad {\text{et}}\quad \Lambda ={\begin{pmatrix}d_{1}\\d_{2}\\d_{3}\end{pmatrix}}.}
Le système admet une solution unique si et seulement si {\displaystyle \det(A)\neq 0} :
{\displaystyle x_{1}={\frac {\det(A_{1})}{\det(A)}}={\frac {\begin{vmatrix}d_{1}&b_{1}&c_{1}\\d_{2}&b_{2}&c_{2}\\d_{3}&b_{3}&c_{3}\end{vmatrix}}{\det(A)}}}
{\displaystyle x_{2}={\frac {\det(A_{2})}{\det(A)}}={\frac {\begin{vmatrix}a_{1}&d_{1}&c_{1}\\a_{2}&d_{2}&c_{2}\\a_{3}&d_{3}&c_{3}\end{vmatrix}}{\det(A)}}}
{\displaystyle x_{3}={\frac {\det(A_{3})}{\det(A)}}={\frac {\begin{vmatrix}a_{1}&b_{1}&d_{1}\\a_{2}&b_{2}&d_{2}\\a_{3}&b_{3}&d_{3}\end{vmatrix}}{\det(A)}}}
Ou plus simplement :
{\displaystyle X={\begin{pmatrix}x_{1}\\x_{2}\\x_{3}\end{pmatrix}}={\frac {1}{\det(A)}}\cdot {\begin{pmatrix}\det(A_{1})\\\det(A_{2})\\\det(A_{3})\end{pmatrix}}.}

#### Cas du déterminant nul
Pour que le système n'admette aucune solution, il suffit que :
{\displaystyle \det(A)=0\quad {\text{et}}\quad {\Big (}\det(A_{1})\neq 0\quad {\text{ou}}\quad \det(A_{2})\neq 0\quad {\text{ou}}\quad \det(A_{3})\neq 0{\Big )}\,}
En effet, cela signifie que les 3 lignes du système sont linéairement dépendants lorsqu'on ne considère que le membre de gauche, mais elle ne le sont plus lorsqu'on inclut le membre de droite. Il ne peut donc y avoir de solution.
Dans le cas 
{\displaystyle \det(A)=\det(A_{1})=\det(A_{2})=\det(A_{3})=0\,}
on peut avoir soit une infinité de solutions, soit aucune:
Comme remarqué précédemment, det(A) = 0 signifie que les lignes de coefficients du système sont linéairement dépendants, l'une est combinaison linéaire des autres. Il faut dans ce cas extraire un système de Cramer, en choisissant r = rang A inconnues principales et r equations qui donnent un système de Cramer lorsqu'on met les inconnues non principales dans le membre de droite, et donc une solution "unique" exprimant les inconnues principales en termes des autres inconnues qui restent paramètres libres. (Cela correspond à un sous-espace affine de dimension n - r.) Enfin, on vérifie si les équations supplémentaires sont satisfaites pour la solution obtenue ainsi. Dans le cas contraire, il n'y a aucune solution.